# Ahmed Dini Ahmed
Ahmed Dini Ahmed (أحمد ديني أحمد in arabo; Obock, 1932 – Gibuti, 12 settembre 2004) è stato un politico gibutiano.
È stato Primo ministro di Gibuti dal luglio 1977 al febbraio 1978.